# Primera División 1901 (Uruguay)
Het seizoen 1901 van de Primera División was het tweede seizoen van de hoogste Uruguayaanse voetbalcompetitie, georganiseerd door The Uruguayan Association Football League. De Primera División was een amateurcompetitie, pas vanaf 1932 werd het een professionele competitie.

## Teams
Er namen vijf ploegen deel aan de Primera División tijdens het seizoen 1901. De vier ploegen die vorig seizoen meededen namen ook dit jaar deel. Club Nacional de Football werd als vijfde deelnemer uitgenodigd en debuteerde in de competitie. Hierdoor werd voor het eerst de Uruguayaanse Clásico tussen Nacional en C.U.R.C.C. (de voorloper van Peñarol) in competitieverband gespeeld.
| Club                                 | Stad       | Stadion                 | Vorig seizoen |
| ------------------------------------ | ---------- | ----------------------- | ------------- |
| Albion FC                            | Montevideo | Field del Albion        | 2e            |
| Central Uruguay Railway Cricket Club | Montevideo | Field de Villa Peñarol  | 1e            |
| Deutscher FK                         | Montevideo | Gran Parque Central     | 4e            |
| Club Nacional de Football            | Montevideo | Gran Parque Central     | Nam niet deel |
| Uruguay Athletic Club                | Montevideo | Field de Punta Carretas | 3e            |

## Competitie-opzet
Alle deelnemende clubs speelden tweemaal tegen elkaar (thuis en uit). De ploeg met de meeste punten werd kampioen.
C.U.R.C.C. wist voor de tweede maal op rij de landstitel te veroveren. Op 6 juni speelden ze gelijk (1–1) bij Nacional, maar deze uitslag werd geannuleerd. Op 28 juli werd de wedstrijd overgespeeld en eindigde in dezelfde uitslag. Dit was het enige puntverlies voor C.U.R.C.C., dat ongeslagen kampioen werd. De tweede plaats was voor Nacional, dat vijf van de zes duels tegen de overige clubs (behalve C.U.R.C.C.) won. Uruguay Athletic Club werd derde.

### Kwalificatie voor internationale toernooien
Sinds 1900 werd de Copa de Competencia Chevallier Boutell (ook wel bekend als de Tie Cup) gespeeld tussen Uruguayaanse en Argentijnse clubs. De winnaar van de Copa Competencia kwalificeerde zich als Uruguayaanse deelnemer voor dit toernooi. Dit maakt de Copa Competencia de eerste zogeheten Copa de la Liga van de Uruguay. De Copa Competencia maakte geen deel uit van de Primera División.

### Eindstand
|     | Club                      | Sp. | W | G | V | Pnt. | DV | DT | DS  |
| --- | ------------------------- | --- | - | - | - | ---- | -- | -- | --- |
| 01. | C.U.R.C.C.                | 8   | 7 | 1 | 0 | 15   | 30 | 4  | +26 |
| 2.  | Club Nacional de Football | 8   | 5 | 2 | 1 | 12   | 15 | 8  | +7  |
| 3.  | Uruguay Athletic Club     | 8   | 3 | 1 | 4 | 7    | 11 | 16 | –5  |
| 4.  | Deutscher FK              | 8   | 1 | 1 | 6 | 3    | 5  | 19 | –14 |
| 5.  | Albion FC                 | 8   | 1 | 1 | 6 | 3    | 3  | 17 | –14 |

### Legenda
| Kleur | Kwalificatie voor                       |
| ----- | --------------------------------------- |
|       | Tie Cup 1901 (winnaar Copa Competencia) |

| Winnaar Primera División 1901 |
| ----------------------------- |
| C.U.R.C.C. 2e titel           |

#### Topscorer
Juan Pena van landskampioen C.U.R.C.C. werd topscorer met zes doelpunten.
| №  | Speler    | Club(s)    | Goals |
| -- | --------- | ---------- | ----- |
| 1. | Juan Pena | C.U.R.C.C. | 6     |

1900 · 1901 · 1902 · 1903 · 1904 · 1905 · 1906 · 1907 · 1908 · 1909 · 1910 · 1911 · 1912 · 1913 · 1914 · 1915 · 1916 · 1917 · 1918 · 1919 · 1920 · 1921 · 1922 · 1923 · 1924 · 1925 · 1926 · 1927 · 1928 · 1929 · 1930 · 1931 · 1932 · 1933 · 1934 · 1935 · 1936 · 1937 · 1938 · 1939 · 1940 · 1941 · 1942 · 1943 · 1944 · 1945 · 1946 · 1947 · 1948 · 1949 · 1950 · 1951 · 1952 · 1953 · 1954 · 1955 · 1956 · 1957 · 1958 · 1959 · 1960 · 1961 · 1962 · 1963 · 1964 · 1965 · 1966 · 1967 · 1968 · 1969 · 1970 · 1971 · 1972 · 1973 · 1974 · 1975 · 1976 · 1977 · 1978 · 1979 · 1980 · 1981 · 1982 · 1983 · 1984 · 1985 · 1986 · 1987 · 1988 · 1989 · 1990 · 1991 · 1992 · 1993 · 1994 · 1995 · 1996 · 1997 · 1998 · 1999 · 2000 · 2001 · 2002 · 2003 ·  2004 · 2005 · 2005/06 · 2006/07 · 2007/08 · 2008/09 · 2009/10 · 2010/11 ·  2011/12 · 2012/13 · 2013/14 · 2014/15 · 2015/16 · 2016 · 2017 · 2018 · 2019 · 2020 · 2021 · 2022 · 2023